# Dahod
Dahod este un oraș în India.